# Ours noir de Floride
Ursus americanus floridanus
Sous-espèce
L’Ours noir de Floride (Ursus americanus floridanus) est une sous-espèce de l'Ours noir (Ursus americanus) qui a une répartition historique en Floride mais également en Géorgie méridionale et en Alabama, aux États-Unis.

## État des populations, menaces

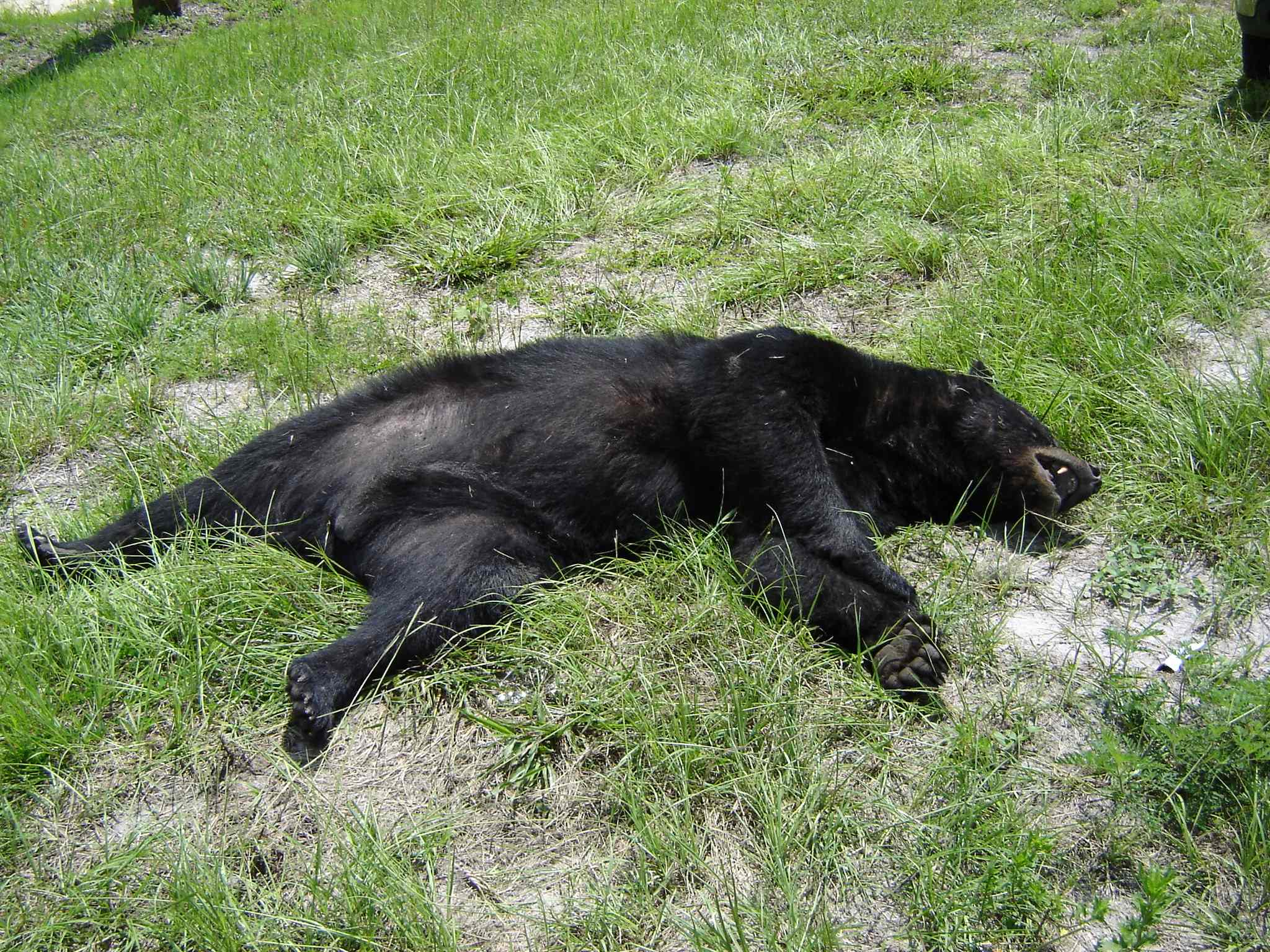
Cette espèce est victime de la fragmentation de son habitat ; Ours noir tué par un véhicule

Cette espèce est fréquemment tuée par les véhicules (phénomène dit de Roadkill), malgré la construction d'écoducs permettant le passage au-dessus ou en dessous de certaines infrastructures écologiquement fragmentantes pour son territoire